# John Emms (kunstschilder)
John Emms (Blofield, 21 april 1843 – Lyndhurst, 1 november 1912) was een Engelse schilder, geboren in Norfolk. Zijn werk kan worden beschouwd als onderdeel van het realisme. Hij was een fervent jager en werd beroemd om zijn schilderijen van paarden en honden, vooral Engelse Foxhounds en Foxterriërs. 

## Biografie
Emms werd geboren in het graafschap Norfolk en groeide op in een kunstenaarsfamilie. Zijn vader was de amateurschilder Henry William Emms. Zijn interesse in kunst bracht hem naar Londen, waar hij assistent werd in het atelier van Frederic Leighton. Vanaf 1866 exposeerde Emms aan de Royal Academy of Arts en in de Suffolk Street Gallery. Een tentoonstelling in 1875 met de titel The Beauties of the New Forest bevatte drie van zijn schilderijen. Hij was lid van de Southampton Art Society.
Emms maakte voor het eerst kennis met Lyndhurst toen hij Lord Leighton vergezelde bij het schilderen van een fresco in de Lyndhurst Parish Church. Het ging hierbij om een afbeelding van de parabel Gelijkenis van de wijze en de dwaze meisjes.
In 1872 keerde Emms terug naar Lyndhurst en in 1880 trouwde hij met Fanny Primmer. Na hun bruiloft woonde ze een tijd in Londen maar in 1883 of 1888 keerden ze terug naar Lyndhurst en bouwden een groot huis en studio, genaamd The Firs. Hier zou Emms de rest van zijn leven doorbrengen. In de beginjaren 1900 verslechterde de gezondheid van Emms en kon hij niet meer werken en raakte hij aan de drank en werden zijn financiële omstandigheden steeds slechter.
Het vroege werk van Emms typeert zich door het gedetailleerd en nauwkeurig werken, zijn latere werk is "losser" en meer schilderachtig van aard.
Emms signeerde zijn werk met 'Jno Emms'

## Bekende werken

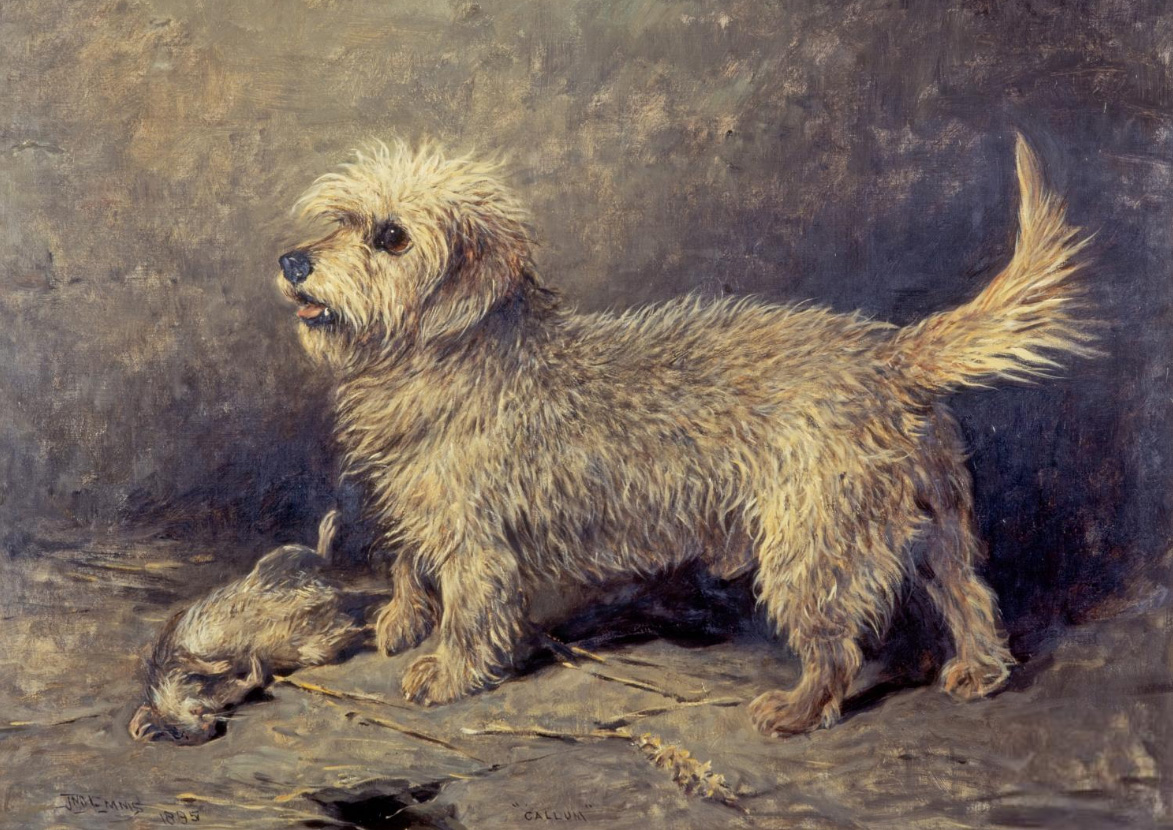
Callum (69,9 x 90,2 cm.,1895)

Een van de bekendste werken van Emms is The New Forest Foxhounds (104x157,5 cm) uit 1898. Emms schilderde het in opdracht van  Henry Martin Powell (1868-1943. Volgens de American Kennel Club wordt dit schilderij geschat op een waarde van rond de 1 miljoen euro. Op een veiling in 2006 heeft het een bedrag opgehaald van bijna €770.000.
Een ander bekend werk is Callum, een schilderij van een Dandie Dinmont-terriër dat permanent is tentoongesteld in de Scottish National Gallery. Emms schilderde het in opdracht van James Cowan Smith, een vooraanstaande ingenieur. Smith schonk het schilderij en een bedrag van ₤55.000 aan de National Gallery in 1919, voor die tijd een aanzienlijk bedrag. Smith stelde echter de voorwaarde dat het schilderij voor altijd zou worden tentoongesteld.

## Galerij

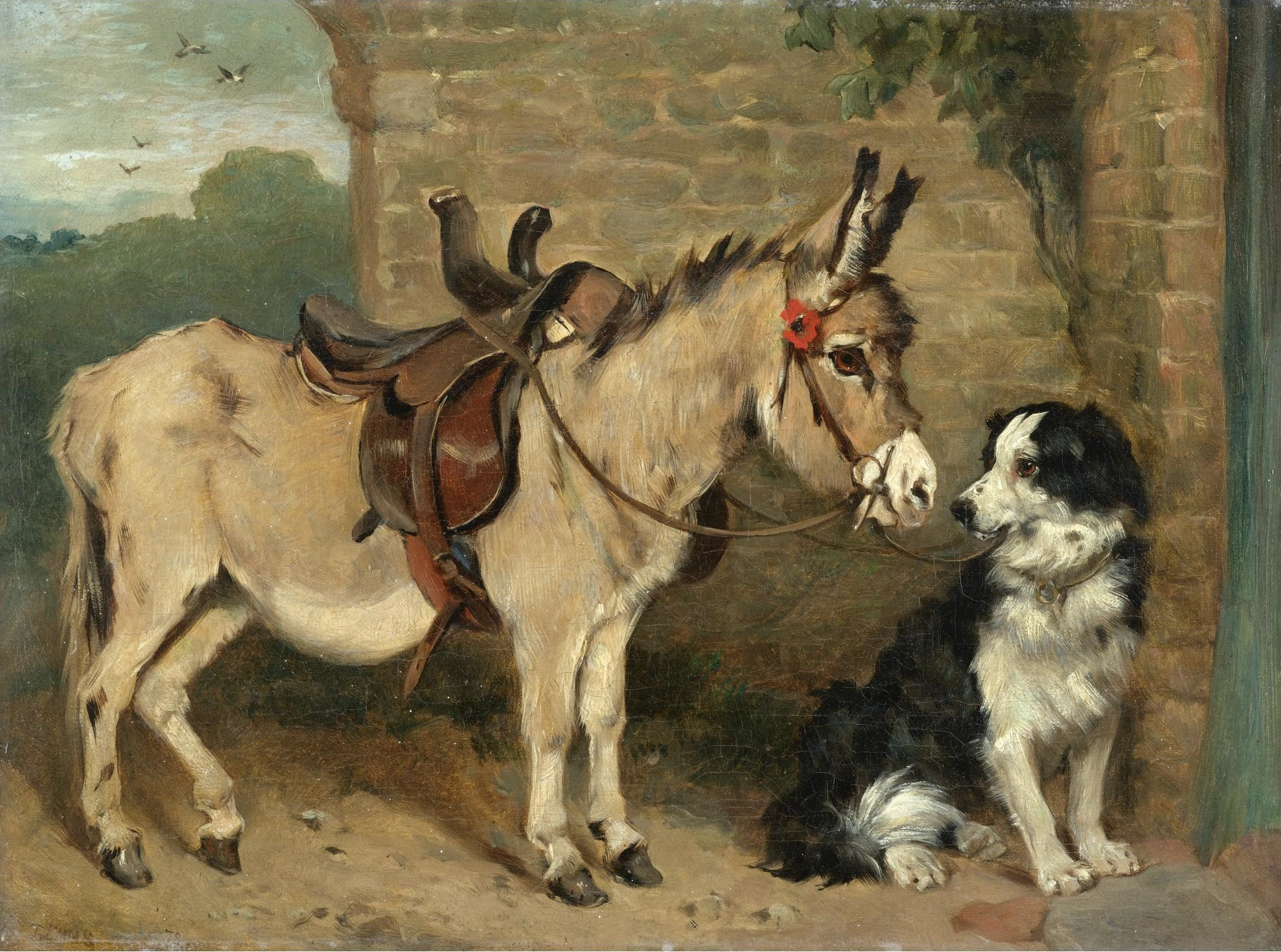
Ready for the morning ride (1878)
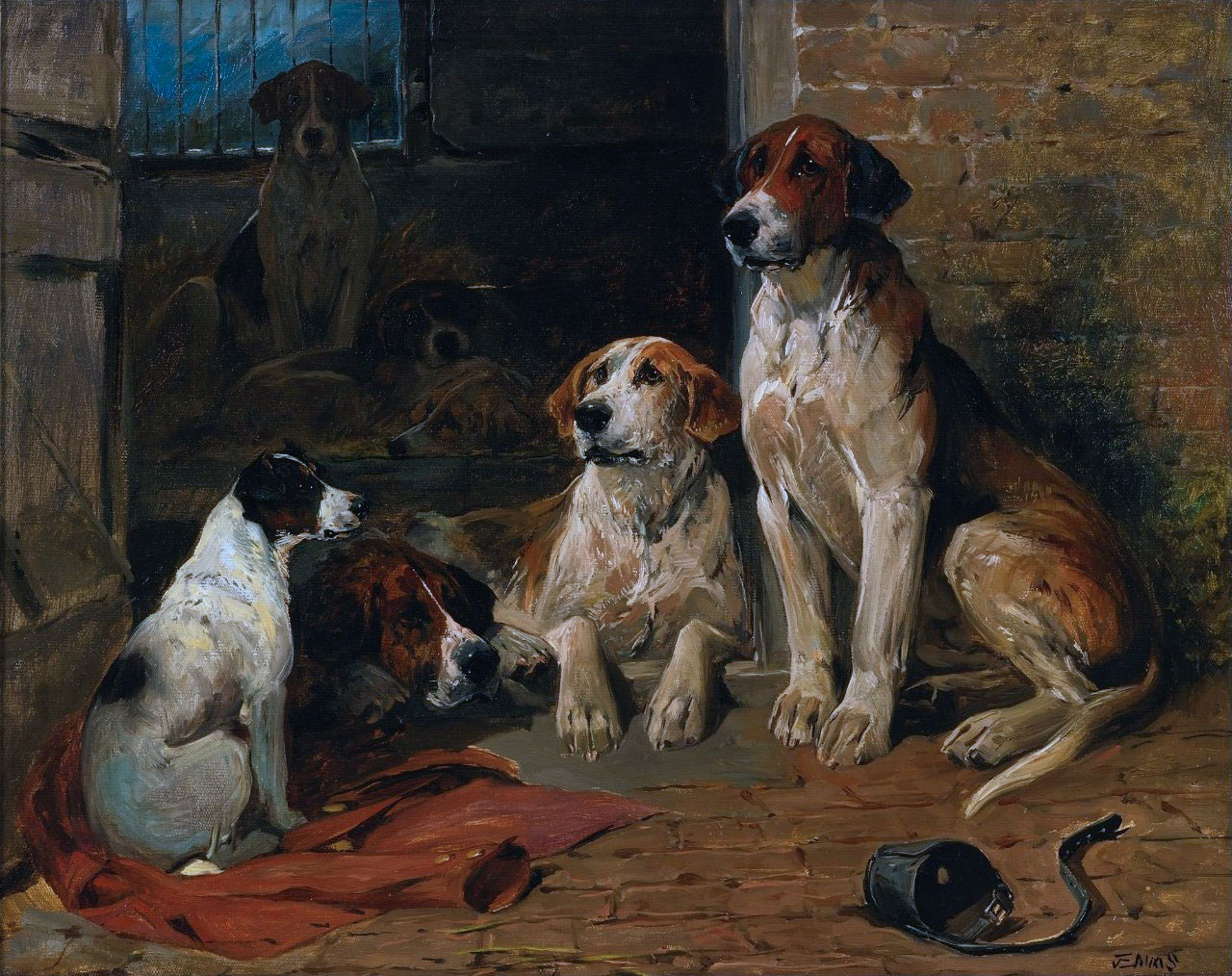
Hounds by a Kennel
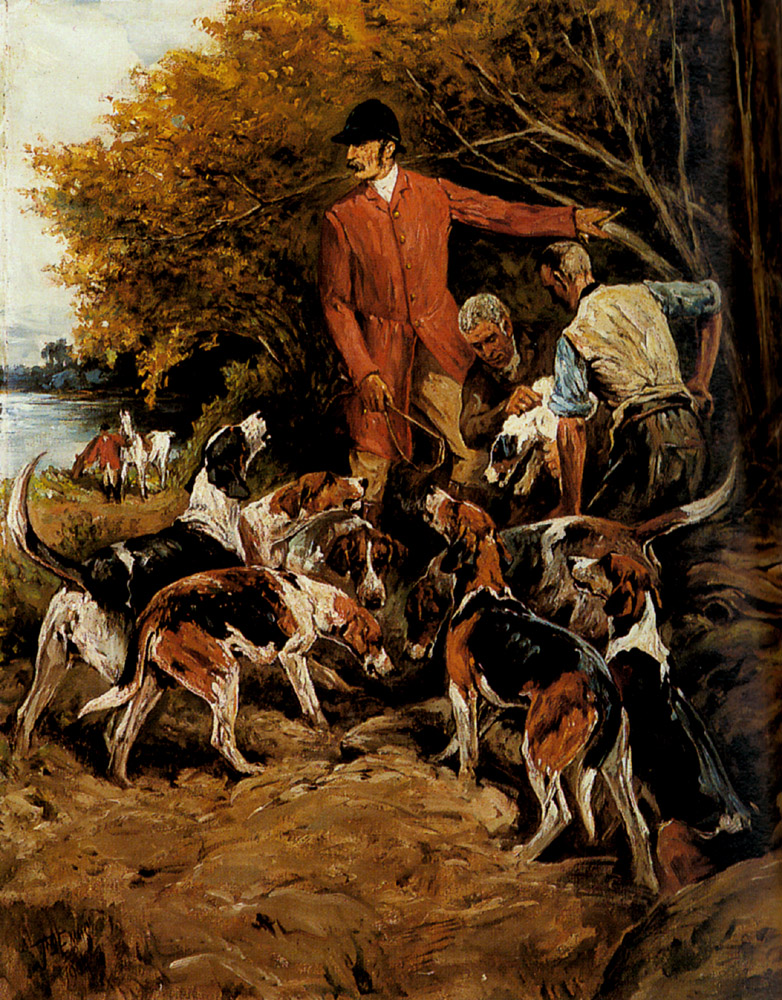
On The Scent